# Sorte Slyngel
Sorte Slyngel er en figur i Disneys tegneserier, og en af Mickey Mouses værste fjender. Sorte Slyngel er en berygtet skurk i Andeby, og er mere sofistikeret end Mickeys ærkemodstander, Sorteper.
Han dukkede først op i en historie af Floyd Gottfredson fra 1939, hvor han forsøgte at dræbe Mickey på alle mulige raffinerede måder. Folk mente, at det burde censureres. Han var som han altid siden iklædt en sort hætte, kappe, bukser og sko, men han blev demaskeret, og viste sig at have en vis lighed med Walt Disney.
Første gang Sorte Slyngel optræder i Danmark, er 29. juni 1965 i Anders And & Co nr. 26 i historien Sorte Klat vender tilbage, en historie hvor Sorteper optræder og rivaliserer med ham. Det er et af de få tilfælde i en Disney-serie, hvor forbryderne rivaliserer indbyrdes, det er en ofte forekommende foreteelse i det virkelige liv. Oprindeligt havde han navnet Sorte Klat, da han altid efterlod en seddel underskrevet med en klat blæk på gerningsstedet, som sit mærke.
Han blev en fast tilbagevendende skurk i de lange historier i månedshæfterne, en overgang i samarbejde med Bjørnebanden om at få fat i Joakim von Ands milliarder, her blev andeuniverset og museuniverset ført sammen. På et tidspunkt kastede heksen Madam Mim sin kærlighed på ham, meget mod hans vilje.
Den tegner, der mest har brugt ham, var Paul Murry, men også italieneren Romano Scarpa har haft en vis forkærlighed for ham.
I Ducktales vender han tilbage og blev stemmelagt af Giancarlo Esposito

## Sorte Slyngel på andre sprog
- Norsk: Spøkelseskladden
- Svensk: Spökplumpen
- Finsk: Mustakaapu
- Engelsk: The (Phantom) Blot
- Tysk: Das Schwarze Phantom
- Spansk: Borrón el Encapuchado / Máscara Negra
- Italiensk: Macchia Nera
- Portugisisk: Mancha Negra